# Ridderorden in Angola
Angola was eeuwenlang een Portugese kolonie. Ten behoeve van haar koloniale rijk, en de langdurige onafhankelijkheidsoorlog waarin guerrillastrijders en het Portugese leger tegenover elkaar stonden werd door Portugal op 13 april 1932 een ridderorde, men kan spreken van een Koloniale ridderorde, ingesteld.
- De Orde van het Imperium (Portugees: "Ordem do Imperio")

Angola heeft na de onafhankelijkheid van Portugal in 1974 geen ridderorden ingesteld. De FNLA regering in Luanda en ook de anti-communistische strijders van FRELIMO stelden wel een aantal medailles in.
Externe link
- met afbeeldingen van de batons of linten van Angolese onderscheidingen.